# Park (Sępopol)
Park (deutsch Park) ist ein Ort in der polnischen Woiwodschaft Ermland-Masuren. Er gehört zur Gmina Sępopol (Stadt- und Landgemeinde Schippenbeil) im Powiat Bartoszycki (Kreis Bartenstein).

## Geographische Lage
Der kleine Ort Park liegt zwei Kilometer südlich der Staatsgrenze zur russischen Oblast Kaliningrad (Gebiet Königsberg (Preußen)) in der nördlichen Mitte der Woiwodschaft Ermland-Masuren. Bis zur Kreisstadt Bartoszyce (deutsch Bartenstein) sind es elf Kilometer in südwestlicher Richtung.

## Geschichte
Das Gründungsjahr von Park war das Jahr 1825. Das Vorwerk gehörte bis 1945 als Wohnplatz zum Gutsbezirk bzw. zur Landgemeinde Juditten (polnisch Judyty) im ostpreußischen Kreis Friedland (ab 1927: Kreis Bartenstein).
Im Jahre 1905 zählte Park 23 Einwohner.
Als 1945 in Kriegsfolge das gesamte südliche Ostpreußen an Polen fiel, konnte das Dörfchen Park den bisherigen Namen behalten. Heute ist der kleine Ort ein Teil der Stadt- und Landgemeinde Sępopol (Schippenbeil) im Powiat Bartoszycki (Kreis Bartenstein), zwischen 1975 und 1998 der Woiwodschaft Olsztyn, seither der Woiwodschaft Ermland-Masuren zugehörig.

## Kirche
Bis 1945 war Park in die evangelische Kirche Schönbruch (polnisch Szczurkowo, russisch Schirokoje) in der Kirchenprovinz Ostpreußen der Kirche der Altpreußischen Union, außerdem in die römisch-katholische Kirche St. Bruno in Bartenstein im damaligen Bistum Ermland.
Heute gehört Park katholischerseits zur Kirche in Bartoszyce (Bartenstein) im jetzigen Erzbistum Ermland, evangelischerseits zur Kirche Bartoszyce, einer Filialkirche von Kętrzyn (Rastenburg) in der Diözese Masuren der Evangelisch-Augsburgischen Kirche in Polen.

## Verkehr
Park liegt an der verkehrstechnisch bedeutenden polnischen Woiwodschaftsstraße 512, der einstigen deutschen Reichsstraße 142, die heute von dem Grenzort Szczurkowo (Schönbruch) über Bartoszyce (Bartenstein) bis nach Pieniężno (Mehlsack) führt, bis 1945 die Städte Wehlau (heute russisch Snamensk) und Friedland (Prawdinsk) mit Bartenstein  (polnisch Bartoszyce), Heilsberg (Lidzbark Warmiński)  und Braunsberg (Braniewo) verband. Von den Nachbarorten Przewarszyty (Prauerschitten) und Judyty (Juditten) führt eine Nebenstraße direkt in den Ort.
Eine Anbindung an den Bahnverkehr besteht nicht mehr. Bis 1945 waren Schönbruch (Szcurkowo bzw. Schirokoje) und Juditten–Dompendehl (Judyty–Domarady) die nächsten Bahnstationen. Sie lagen an der Bahnstrecke von Wehlau (Snamensk) nach Heilsberg (Lidzbark Warmiński), die heute nach der Ziehung der polnisch-russischen Staatsgrenze im Raum Szczurkowo nicht mehr befahren wird.